# Limnephilus elegans
Limnephilus elegans ist eine Art der Köcherfliegen und holarktisch verbreitet.

## Merkmale
Die Grundfarbe des Körpers ist Mittelbraun. Die ebenfalls mittelbraunen schmalen Vorderflügel haben eine nahezu gerade Vorderkante und sind an der Spitze abgestutzt. Von der Flügelbasis bis zur Flügelmitte zieht sich ein dunkelbrauner Streifen. Dahinter befindet sich eine kleine helle, geschlossene Zelle und daran anschließend eine ebenfalls helle, aber offene Zelle.
Die charakteristischen Merkmale der Larve von Limnephilus elegans umfassen ein prosternales Horn, eine dorsale Vorwölbung am ersten Abdominalsegment, Fühler, die sich in der Mitte zwischen dem Auge und dem vorderen Kopfrand befinden, sowie Kiemen mit drei oder mehr Filamenten. Des Weiteren weist die Larve kein Femur an den 2. und 3. Beinen auf, das mit zusätzlichen Borsten versehen ist, und auch der proximale Abschnitt des Trochanters dieser Beine ist frei von zusätzlichen Borsten. Die Borsten am ventralen Rand der Femora der 2. und 3. Beine sind dunkel gefärbt. An dem 2. Abdominalsegment sind anterior-laterale Kiemen vorhanden, welche wiederum am 8. Abdominalsegment fehlen. Der Kopf zeigt keine hellen Bereiche entlang der Ränder des fronto-clypealen Apotoms, wenngleich die hintere Spitze unter Umständen eine hellere Färbung aufweisen kann.
Eine Unterscheidung von ähnlichen Limnephilus-Arten ist oft nur durch eine Genitaluntersuchung möglich.

## Verbreitung und Lebensraum
Das Verbreitungsgebiet der Art beschränkt sich auf Europa. Die meisten Nachweise stammen hauptsächlich aus Großbritannien, Irland, der Niederlande, Finnland, Schweden und Deutschland. Limnephilus elegans kann deshalb als Nordeuropid angesehen werden.
In Deutschland ist die Art tyrphophil und somit weitgehend auf intakte Moorkomplexe angewiesen. Eine rheophile Lebensweise wurde noch nicht beobachtet.
Die Larven leben in wasserreichen Schlenken und krautreichen oligo- bis mesotrophen Moorgewässern. Bevorzugt werden seggen- und binsenreiche Gewässer mit sandigen oder schlammigen detritusreichen Böden.
Ihr bevorzugtes Substrat reicht von Pflanzen (einschließlich Sphagnum) bis hin zu Holzresten und partikulärer organischer Substanz in stehendem Wasser.
Adulte Insekten halten sich in Gebüschzonen und offenen Flächen auf.
Aufgrund dieser Spezialisierung erfuhr Limnephilus elegans, insbesondere seit der Nachkriegszeit, bedingt durch fortschreitende Urbarmachung (Meliorationsmaßnahmen sowie Entwässerung) geeigneter Lebensräume, einen drastischen Rückgang in Mitteleuropa. Sodass sie in Deutschland heute als Stark gefährdet (RL 2) eingestuft wird.
Aktuelle Vorkommen der überall sehr seltenen Art gibt es noch in Norddeutschland, Brandenburg, Sachsen-Anhalt, Sachsen und Bayern.

## Lebensweise
Adulte Individuen finden sich von Mai bis Juni und von Juli bis September. Das entspricht der zweigipfligen Flugzeit vieler Limnephilidae-Arten.
Die Larven ernähren sich vorwiegend pflanzlich, seltener von tierischem Material. Sie bauen Köcher aus überlappenden Pflanzenteilen.